# Alvis GTS
L'Alvis GTS, chiamata anche Rover Alvis GTS, è un prototipo realizzato dalla casa automobilistica britannica Alvis insieme alla Rover nel 1966.
Rover fece costruire un solo prototipo della GTS nel 1966. Dopo una serie di passaggi di mano, David Bache comprò l'auto. L'unico esemplare prodotto è custodito all'interno del British Motor Museum di Gaydon.

## Descrizione
Nel 1965 Alvis vendette la sua divisione automobilistica alla Rover, che all'epoca produceva veicoli di gamma medio-alta e inizialmente ipotizzava di posizionamento l'Alvis come marchio sopra la Rover. Sotto la gestione Rover, è stata realizzata la Alvis TF 21, ma a causa del declino del marchio, la produzione fu interrotta nel 1967 dopo solo un anno. 
Per rimpiazzarla, la Rover decise di sviluppare la GTS. L'auto derivava tecnicamente dai contemporanei modelli Rover. Un primo prototipo fu creato nel 1966. Lo sviluppo della GTS terminò quando la Rover si funse con la Leyland Motor Corporation nel 1967, che a sua volta confluì nella British Motor Corporation nel 1968. La British Leyland Motor non vide la necessità di avere un terzo marchio di alta gamma oltre la Jaguar e la Daimler. La direzione decise quindi di dismettere il marchio Alvis. Né la GTS né l'altro prototipo sviluppata nel frattempo, la Rover-Alvis P6-BS, furono messe in produzione.
Alvis GTS utilizzava il telaio e la meccanica della berlina Rover P6. Il motore V8 da 3,5 litri era collocato anteriormente. Il corpo vettura fu progettato da David Bache.